# Phone Booth
Phone Booth är en amerikansk film från 2002 i regi av Joel Schumacher, med Colin Farrell, Kiefer Sutherland, Forest Whitaker och Radha Mitchell i rollerna. Filmmanuset skrevs av Larry Cohen; filmen var hans första stora film på många år.

## Handling
Publicisten Stu Shepard som under sin dagliga rutt till jobbet alltid stannar vid en telefonkiosk för att ringa tjejen han är ute efter att vänsterprassla med. Men en dag när han precis pratat färdigt och lagt på luren så ringer det igen, och han får veta att han har ett gevär riktat mot sig. Enligt lönnmördaren blir han skjuten om han lämnar platsen, samtidigt sker en rad av händelser kring denna telefonkiosk.

## Rollista
| Colin Farrell     | – Stu Shepard     |
| Kiefer Sutherland | – uppringaren     |
| Forest Whitaker   | – Captain Ramey   |
| Radha Mitchell    | – Kelly Shepard   |
| Katie Holmes      | – Pamela McFadden |
| Paula Jai Parker  | – Felicia         |
| Arian Waring Ash  | – Corky           |
| Tia Texada        | – Asia            |
| John Enos III     | – Leon            |
| Richard T. Jones  | – Sergeant Cole   |
| Keith Nobbs       | – Adam            |
| Dell Yount        | – Pizza Guy       |
| James MacDonald   | – Negotiator      |